# Bańska Niżna (przystanek kolejowy)
Bańska Niżna – kolejowy przystanek osobowy w Bańskiej Niżnej, w województwie małopolskim, w Polsce, na linii kolejowej nr 99.
W maju 2022 r. PKP Polskie Linie Kolejowe ogłosiły przetarg na budowę z terminem realizacji w roku następnym. Przystanek został oddany do użytku 22 grudnia 2023 roku, wraz z zakończeniem modernizacji linii kolejowej 99.

## Ruch pasażerski
| Rok  | Ruch pasażerski na dobe |
| ---- | ----------------------- |
| 2024 | 100-149                 |